# Episodi de La donna bionica (seconda stagione)
La seconda stagione della serie televisiva La donna bionica è stata trasmessa negli Stati Uniti dal 22 settembre 1976 al 4 maggio 1977, posizionandosi al 14º posto nei rating Nielsen di fine anno con il 22,4% di penetrazione.
| nº | Titolo originale              | Titolo italiano                           | Prima TV USA      |
| -- | ----------------------------- | ----------------------------------------- | ----------------- |
| 1  | The Return of Bigfoot: Part 2 | Gli extraterrestri - 2ª parte             | 22 settembre 1976 |
| 2  | In This Corner, Jaime Sommers | Sali sul ring, Jaime                      | 29 settembre 1976 |
| 3  | Assault on the Princess       | Crociera pericolosa                       | 6 ottobre 1976    |
| 4  | Road to Nashville             | Strada per Nashville                      | 20 ottobre 1976   |
| 5  | Kill Oscar: Part 1            | Uccidete Oscar (prima parte)              | 27 ottobre 1976   |
| 6  | Kill Oscar: Part 2            | Uccidete Oscar (seconda parte)            | 31 ottobre 1976   |
| 7  | Kill Oscar: Part 3            | Uccidete Oscar (terza parte)              | 3 novembre 1976   |
| 8  | Black Magic                   | Scacco matto                              | 10 novembre 1976  |
| 9  | Sister Jaime                  | Un agente in convento                     | 24 novembre 1976  |
| 10 | The Vega Influence            | Una vita venuta dallo spazio              | 1º dicembre 1976  |
| 11 | Jaime's Shield: Part 1        | Agente Sommers a rapporto (prima parte)   | 15 dicembre 1976  |
| 12 | Jaime's Shield: Part 2        | Agente Sommers a rapporto (seconda parte) | 22 dicembre 1976  |
| 13 | Biofeedback                   | Uno strano esperimento                    | 12 gennaio 1977   |
| 14 | Doomsday is Tomorrow: Part 1  | Il giorno del giudizio (prima parte)      | 19 gennaio 1977   |
| 15 | Doomsday is Tomorrow: Part 2  | Il giorno del giudizio (seconda parte)    | 26 gennaio 1977   |
| 16 | Deadly Ringer: Part 1         | Crisi d'identità (prima parte)            | 2 febbraio 1977   |
| 17 | Deadly Ringer: Part 2         | Crisi d'identità (seconda parte)          | 9 febbraio 1977   |
| 18 | Jaime and the King            | Il sultano di Almein                      | 23 febbraio 1977  |
| 19 | Beyond the Call               | Il richiamo                               | 9 marzo 1977      |
| 20 | The DeJon Caper               | Per le strade di Parigi                   | 16 marzo 1977     |
| 21 | The Night Demon               | Il demone della notte                     | 23 marzo 1977     |
| 22 | Iron Ships and dead men       | Una storia di guerra                      | 30 marzo 1977     |
| 23 | Once a Thief                  | C'era una volta un ladro                  | 4 maggio 1977     |